# National Board of Review Awards 1984
La 56ª edizione dei National Board of Review Awards si è tenuta il 17 dicembre 1984.

## Classifiche

### Migliori dieci film
- Le stagioni del cuore (Places in the Heart), regia di Robert Benton
- Sotto il vulcano (Under the Volcano), regia di John Huston
- Storia di un soldato (A Soldiers Story), regia di Norman Jewison
- Urla del silenzio (The Killing Fields), regia di Roland Joffé
- Mass Appeal, regia di Glenn Jordan
- Passaggio in India (A Passage to India), regia di David Lean
- Birdy - Le ali della libertà (Birdy), regia di Alan Parker
- Country, regia di Richard Pearce
- Careful, He Might Hear You, regia di Carl Schultz
- Paris, Texas, regia di Wim Wenders

### Migliori film stranieri
- Quartetto Basileus, regia di Fabio Carpi
- Carmen, regia di Francesco Rosi
- Una domenica in campagna (Une dimanche à la campagne), regia di Bertrand Tavernier
- Il quarto uomo (De vierde man), regia di Paul Verhoeven
- Un amore in Germania (Eine Liebe in Deutschland), regia di Andrzej Wajda

## Premi
- Miglior film: Passaggio in India (A Passage to India), regia di David Lean
- Miglior film straniero: Una domenica in campagna (Une dimanche à la campagne), regia di Bertrand Tavernier
- Miglior attore: Victor Banerjee (Passaggio in India)
- Miglior attrice: Peggy Ashcroft (Passaggio in India)
- Miglior attore non protagonista: John Malkovich (Le stagioni del cuore)
- Miglior attrice non protagonista: Sabine Azéma (Una domenica in campagna)
- Miglior regista: David Lean (Passaggio in India)
- Premio alla carriera: John Huston